# Mk 48 (metralhadora)
A Mark 48, ou Mk 48, ou Maximi, é uma metralhadora de uso geral alimentada por fita que dispara cartuchos 7.62×51mm NATO de uma fita de munição desintegrável.
É fabricada pela Fabrique Nationale Manufacturing, Inc., uma divisão da FN Herstal com sede nos Estados Unidos. A Mk 48 foi desenvolvida em conjunto com o Comando de Operações Especiais dos Estados Unidos (USSOCOM), que adotou a arma e iniciou seu processo de implantação, começando com unidades de operações especiais. Além disso, o armamento também é utilizado pelas Forças Especiais Indianas e pela Força de Defesa Australiana.

## História
Em 21 de março de 2001, o USSOCOM aprovou o documento MNS/ORD (Mission Need Statement/Operational Requirements Document) para uma nova metralhadora leve 7.62×51mm NATO de modo a substituir a M60E4/Mk 43 Mod 0, em uso por unidades do Comando Naval de Operações Especiais da Marinha dos Estados Unidos (NSWC).
O programa de metralhadora leve foi padronizado com base na Mk 46 Mod 0 — uma variante da metralhadora leve M249 atualmente em uso pelo USSOCOM.
A divisão da Fabrique Nationale em Colúmbia, Carolina do Sul (que também produz as séries de armas M249 e M240 para as Forças Armadas dos EUA) foi encarregada da produção da Mk 48 Mod 0. O programa alcançou a produção total em 21 de março de 2003.

## Design

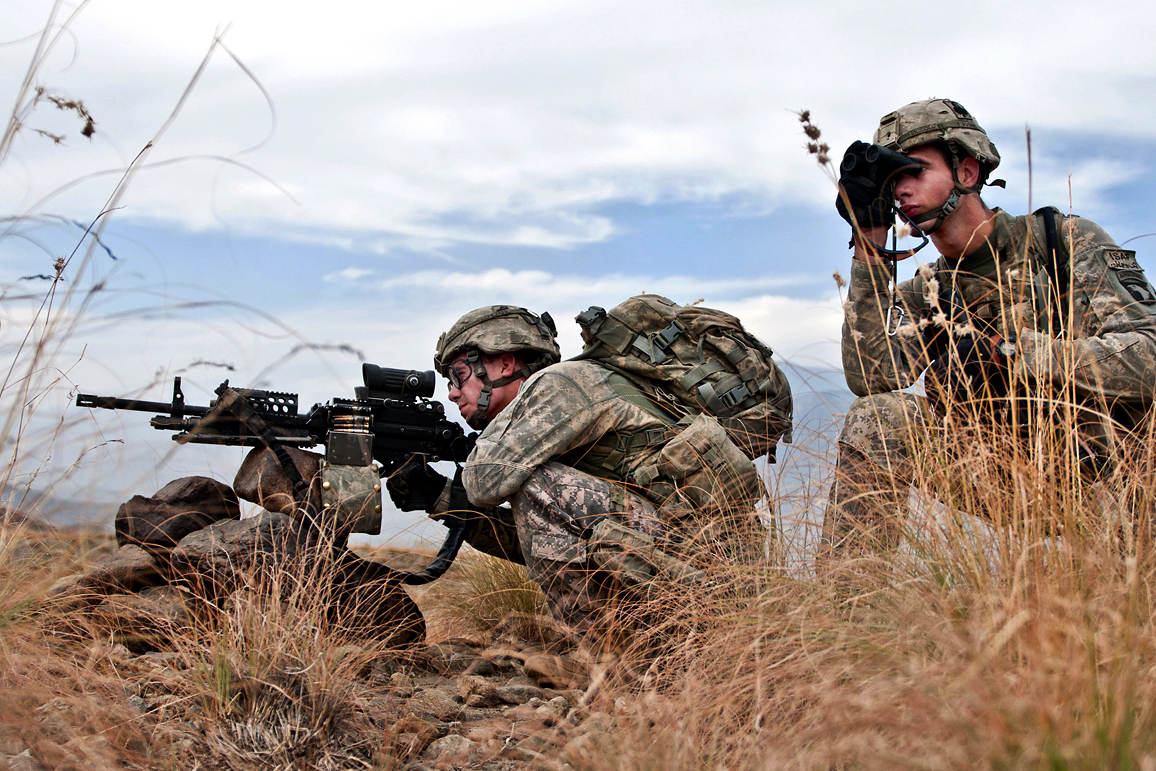
Mk 48 Mod 0 em serviço com o Exército dos EUA no Afeganistão, 2010.

A Mk 48 Mod 0 é uma metralhadora leve, automática, alimentada por fita, operada a gás e refrigerada a ar. O design é baseado em um antigo protótipo 7.62×51mm NATO da FN Minimi, modificado para ser uma versão ampliada da Mk 46 Mod 0, que tem câmara para 5.56×45mm NATO.
Tendo sido fortemente baseada na Mk 46 Mod 0, a Mk 48 Mod 0 apresenta cinco trilhos MIL-STD-1913 Picatinny (um no topo da armação, um em cada lado do guarda-mão, um embaixo do guarda-mão e um no topo do cano), um bipé dobrável integrado e um suporte de montagem de tripé. A arma está equipada com a mesma coronha de polímero fixa que a M249, embora a coronha metálica dobrável do modelo "Para" possa ser encontrada em alguns modelos. A alça de transporte, removida da Mk 46, foi reintegrada na Mk 48 para ajudar na substituição de canos quentes sem o uso de outros equipamentos, como luvas resistentes ao calor; a alça pode ser dobrada para baixo quando não estiver em uso. Como na Mk 46, a Mk 48 Mod 0 não possui uma abertura de carregador do tipo M249 para economizar peso. A arma pode ser alimentada por uma fita solta, caixas de fita separadas ou bolsas de munição de 100 cartuchos.
Existe um alto grau de semelhança entre as metralhadoras Mk 48, M249 e Mk 46, o que simplifica a manutenção e reparo. O uso de trilhos Picatinny permite a montagem de vários acessórios do kit SOPMOD, como a mira red dot ECOS-N (Enhanced Combat Optical Sight) e outros dispositivos de mira ou designação de alvo. A Mk 48 também pode ser equipada com um cabo dianteiro vertical para maior controlabilidade durante fogo sustentado. Embora mais pesada que a M249 — cuja câmara é para 5.56×45mm NATO — devido ao seu cartucho de maior calibre e cano mais pesado, a Mk 48 Mod 0 ainda é 17% mais leve e 8,4% mais curta que a M240.
As desvantagens da Mk 48 Mod 0 são que a vida da armação é apenas cerca de metade da M240B, e o alcance efetivo e precisão são um pouco menor que os da M240B.
A Mk 48 Mod 0 está atualmente em serviço com certas unidades do USSOCOM, como Navy SEALs e o 75° Regimento Ranger, do Exército dos EUA.

## Variantes

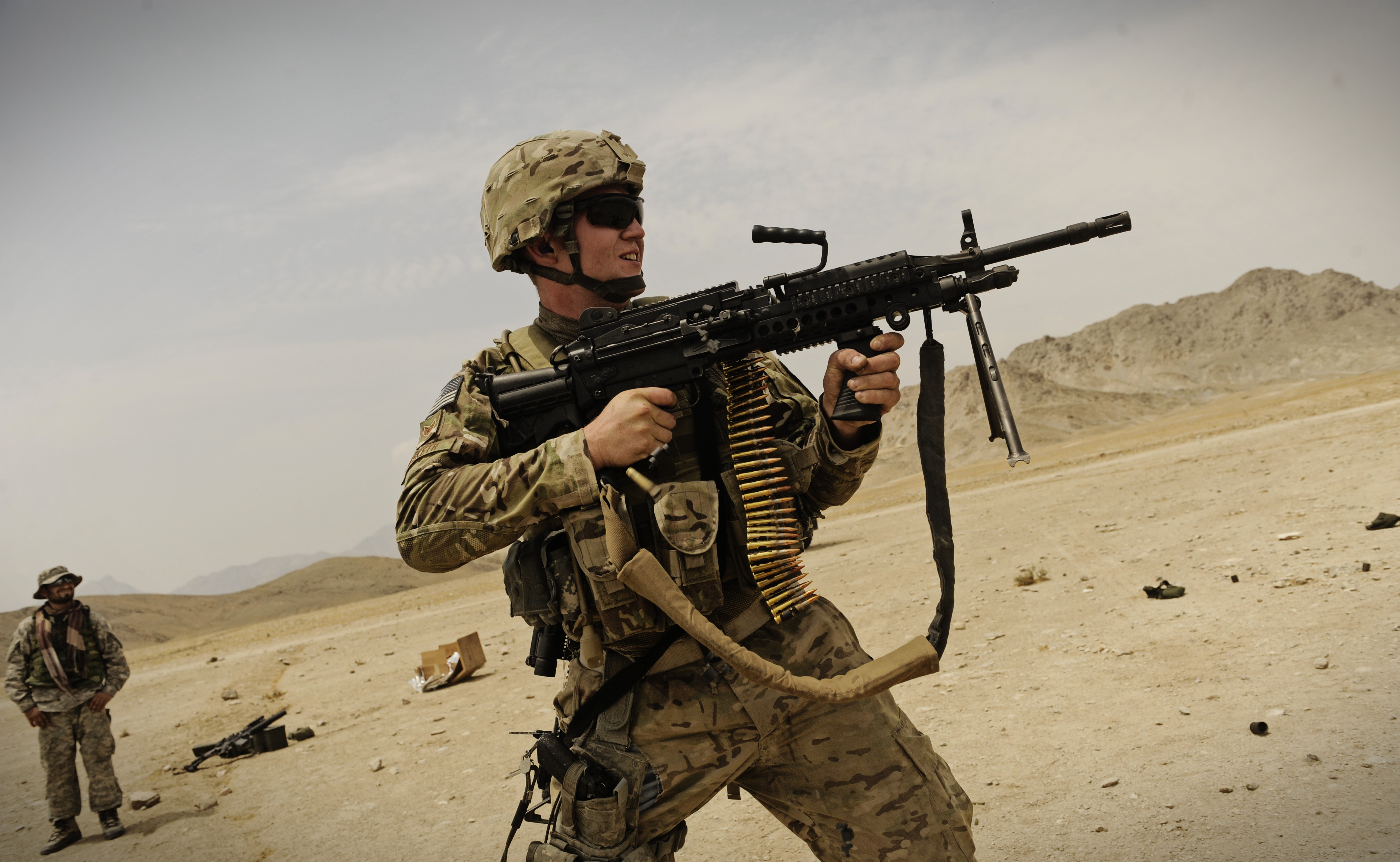
Staff Sergeant da Força Aérea dos EUA com a Mk 48 Mod 1 no Afeganistão, 2011.

Mk 48 Mod 0
Esta é uma versão 7.62×51mm NATO da Mk 46, usada pelo USSOCOM quando é necessário um cartucho mais pesado. É oficialmente classificada como uma metralhadora leve e foi desenvolvida com uma substituta para a Mk 43 Mod 0/1. As metralhadoras baseadas na M60 são muito mais portáteis do que os designs baseados na M240, mais pesados, usados em outras forças militares dos EUA no papel de metralhadora média de infantaria. Entretanto, os designs baseados na M60 têm um longo histórico de confiabilidade insuficiente. Testes realizados em meados da década de 1990 levaram o Exército dos EUA a substituir sua M60 pela metralhadora de uso geral M240B. A M240B pesa aproximadamente 12,4 kg e tem cerca de 49 polegadas (1245 mm) de comprimento com o cano padrão. Devido a esse peso e tamanhos extras, o NSWC relutou em abandonar a portabilidade aumentada da M60 (aproximadamente 10,2 kg, 37,7 polegadas (958 mm) com o menor "Cano de Assalto"), apesar da maior confiabilidade da M240. Foi solicitada uma nova metralhadora em 2001, e a FN respondeu com uma versão ampliada da M249 com um peso de aproximadamente 8,4 kg e um comprimento total de aproximadamente 39,5 polegadas (1003 mm). Esse novo design alcançou uma confiabilidade muito melhor que as armas baseadas na M60, melhorando seu peso leve e mantendo o mesmo procedimento de manuseio que M249, já em uso. O USSOCOM estava programado para começar a receber entregas da nova arma em agosto de 2003.
Mk 48 Mod 1
A Mk 48 Mod 1 é uma atualização da Mk 48 Mod 0 também produzida pela FN America. Como a Mod 0, é essencialmente uma M249 ampliada para disparar o cartucho 7.62×51mm NATO. A Mod 1 possui um cano de 19,75 polegadas (502 mm), pesa 8,3 kg quando descarregada e tem uma cadência de tiro de 500-625 ou 730-750 disparos por minuto. As principais mudanças incluem o uso de uma coronha ajustável, sistema de interface de trilho modificado, remoção do protetor de calor articulado original em favor dos de estilo M249, presos ao cano, e suporte de bipé modificado. A Mod 1 é comparativamente leve e confiável, mas o sistema de gás comete falta sob fogo sustentado.
Mk 48 Mod 2 (protótipo)
No evento anual Special Operations Forces Industry Conference (SOFIC), da National Defense Industry Association, que começou em 20 de maio de 2019, a FN apresentou um protótipo de sua nova metralhadora Mk 48 Mod 2, com câmara para 6.5mm Creedmoor. Foi desenvolvida em resposta a um requerimento do USSOCOM. As forças de operações especiais estadunidenses estão interessadas em adquirir uma metralhadora leve "de assalto" alimentada por fita, que ofereceria melhor alcance do que as armas existentes.